# Blepharita duplex
Blepharita duplex är en fjärilsart som beskrevs av Adrian Hardy Haworth 1809. Blepharita duplex ingår i släktet Blepharita och familjen nattflyn. Inga underarter finns listade i Catalogue of Life.